# Tenaris
Tenaris là chi thực vật có hoa trong họ Apocynaceae. Các loài của chi này thường xuất hiện ở vùng Nam châu Phi.

## Các loài
Lấy theo The Plant List:
1. Tenaris browniana S. Moore - Angola
2. Tenaris chlorantha Schltr. - South Africa
3. Tenaris filifolia (Schltr.) N.E. Br. - South Africa
4. Tenaris schultzei (Schltr.) E. Phillips -  Kalahari Desert

Các loài trước đây:
1. Tenaris rubella, syn.  Brachystelma rubellum
2. Tenaris simulans,  syn.  Brachystelma rubellum
3. Tenaris subaphylla, syn.  Caralluma edulis